# Sylvester C. Smith
Sylvester Clark Smith (ur. 26 sierpnia 1858 w Mount Pleasant, zm. 26 stycznia 1913 w Los Angeles) – amerykański polityk, członek Partii Republikańskiej.

## Działalność polityczna
Od 1894 do 1902 zasiadał w stanowym Senacie Kalifornii. W okresie od 4 marca 1905 do śmierci 26 stycznia 1913 przez cztery kadencje był przedstawicielem 8. okręgu wyborczego w stanie Kalifornia w Izbie Reprezentantów Stanów Zjednoczonych.